# Saint-Sulpice-les-Feuilles
 Saint-Sulpice-les-Feuilles  (en occitano Sent Sepise) es una población y comuna francesa, situada en la región de Lemosín, departamento de Alto Vienne, en el distrito de Bellac y cantón de Saint-Sulpice-les-Feuilles.

## Demografía
| 1465 | 1399 | 1410 | 1434 | 1422 | 1272 | 1231 |
| Para los censos de 1962 a 1999 la población legal corresponde a la población sin duplicidades (Fuente: INSEE [Consultar]) |      |      |      |      |      |      |